# Weltklasse Zurich 2014
Navigation
Édition précédente Édition suivante
Le Weltklasse Zurich 2014 est la 86e édition du Weltklasse Zurich. Organisé le 28 août 2014 au Letzigrund de Zurich, en Suisse, il constitue l'avant-dernière étape et l'une de deux finales de la Ligue de diamant 2014.

## Résultats

### Hommes
| Épreuve           | Vainqueur                            | Second                          | Troisième                   |
| ----------------- | ------------------------------------ | ------------------------------- | --------------------------- |
| 200 m             | Alonso Edward 19 s 95                | Nickel Ashmeade 20 s 01         | Rasheed Dwyer 20 s 21       |
| 400 m             | Lashawn Merritt 44 s 36              | Gil Roberts 44 s 96             | Isaac Makwala 45 s 03       |
| 800 m             | Nijel Amos 1 min 43 s 77             | Ayanleh Souleiman 1 min 43 s 93 | David Rudisha 1 min 43 s 96 |
| 5 000 m           | Caleb Mwangangi Ndiku 13 min 07 s 01 | Muktar Edris 13 min 07 s 32     | Galen Rupp 13 min 07 s 82   |
| 400 m haies       | Cornel Fredericks 48 s 25 (SB)       | Michael Tinsley 48 s 31         | Javier Culson 48 s 53       |
| Triple saut       | Christian Taylor 17,51 m (SB)        | Benjamin Compaoré 17,45 m       | Will Claye 17,39 m          |
| Lancer du poids   | Reese Hoffa 21,88 m (SB)             | David Storl 21,47 m             | Joe Kovacs 21,43 m          |
| Lancer du javelot | Thomas Röhler 87,63 m (PB)           | Keshorn Walcott 85,77 m (NR)    | Tero Pitkämäki 85,12 m      |

### Femmes
| Épreuve          | Vainqueur                        | Seconde                       | Troisième                                         |
| ---------------- | -------------------------------- | ----------------------------- | ------------------------------------------------- |
| 100 m            | Veronica Campbell-Brown 11 s 04  | Murielle Ahouré 11 s 04       | Blessing Okagbare 11 s 06                         |
| 1 500 m          | Jennifer Simpson 3 min 59 s 92   | Shannon Rowbury 3 min 59 s 93 | Viola Kibiwot 4 min 00 s 46 (SB)                  |
| 100 m haies      | Dawn Harper-Nelson 12 s 58       | Sally Pearson 12 s 71         | Tiffany Porter 12 s 72                            |
| 3 000 m steeple  | Habiba Ghribi 9 min 15 s 23 (SB) | Hiwot Ayalew 9 min 19 s 29    | Sofia Assefa 9 min 19 s 79                        |
| Saut en hauteur  | Mariya Kuchina 2,00 m (=PB)      | Ana Šimić 1,98m               | Ruth Beitia 1,93 m                                |
| Saut en longueur | Ivana Španović 6,80 m            | Tianna Bartoletta 6,76 m      | Britney Reese 6,66 m                              |
| Saut à la perche | Fabiana Murer 4,72 m             | Jennifer Suhr 4,67 m          | Nikoléta Kiriakopoúlou Ekateríni Stefanídi 4,67 m |
| Lancer du disque | Sandra Perković 68,36 m          | Gia Lewis-Smallwood 67,32 m   | Dani Samuels 64,86 m                              |